# NGC 468
NGC 468 je galaksija u zviježđu Ribe.

## Vanjske poveznice
- SEDS: NGC 468